# Bischofspalast (Luçon)

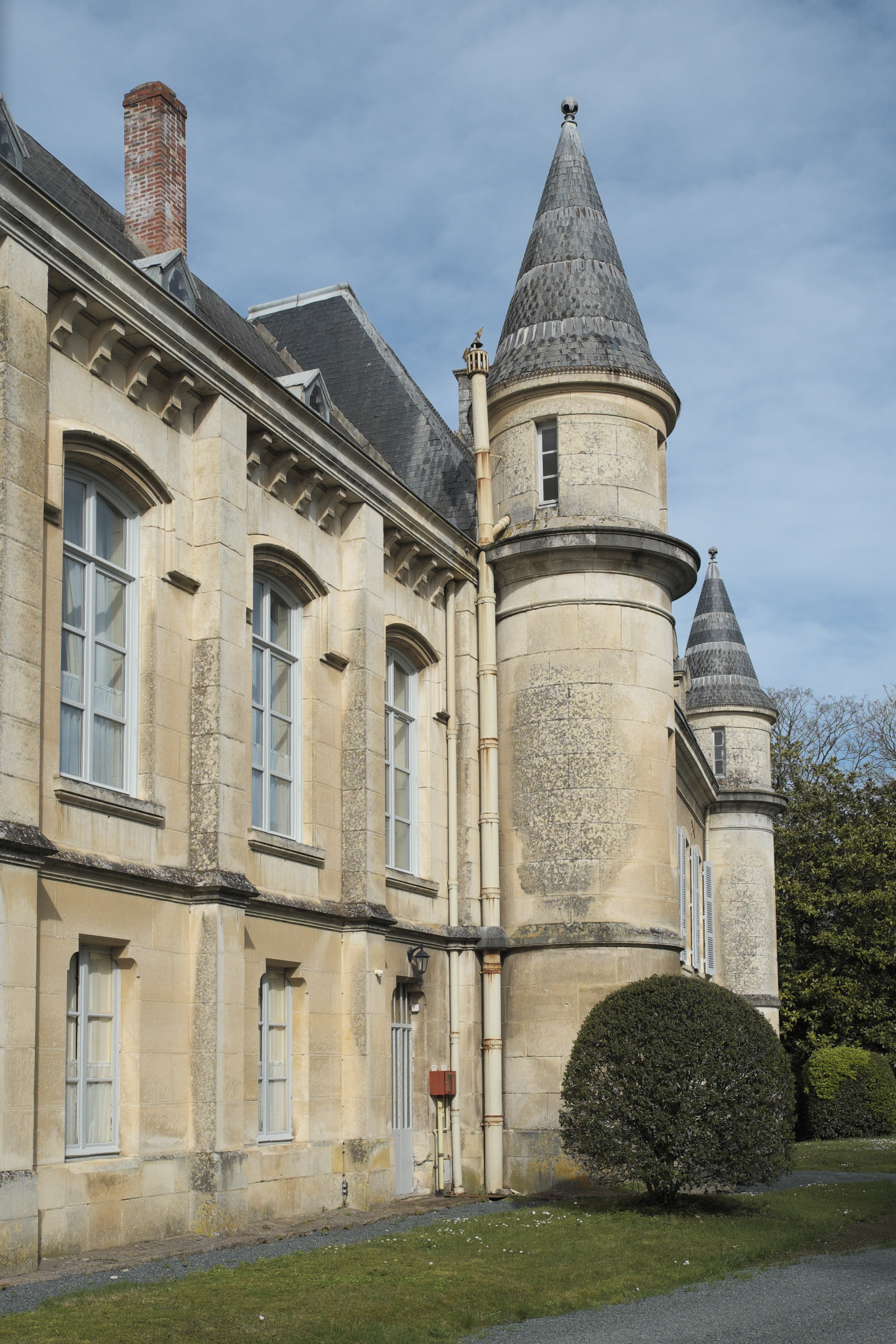
Bischofspalast in Luçon

Der Bischofspalast in Luçon, einer französischen Stadt im Département Vendée in der Region Pays de la Loire, wurde ursprünglich im 17. Jahrhundert errichtet und im 18. bzw. 19. Jahrhundert verändert. Der Bischofspalast und die direkt angrenzende Kathedrale bilden ein Ensemble, das im Jahr 1906 als Monument historique in die Liste der Baudenkmäler in Frankreich aufgenommen wurde.
Die Bischofsresidenz steht an der Stelle eines im 7. Jahrhundert gegründeten Klosters, von dem noch der Kapitelsaal aus dem 13. Jahrhundert erhalten ist. Der zweigeschossige Bau, der unter dem Bischof Richelieu seine klassizistische Fassade erhielt, besitzt an der Parkseite zwei Rundtürme, die als Treppenhäuser dienen. Die Mittelachse mit drei Rundbogenfenstern im Erdgeschoss wird von einem Dreiecksgiebel abgeschlossen. 
Nach einem Brand im Jahr 1753 wurde das Bauensemble umgestaltet. Von 1856 bis 1879 fanden umfangreiche Renovierungs- und Modernisierungsarbeiten statt. In dieser Zeit wurde auch der große Saal im Obergeschoss zu einer Bibliothek umgebaut, die heute circa 40.000 Bände besitzt.